# Dacre (Kumbria)
Dacre – wieś w Anglii, w Kumbrii, w dystrykcie (unitary authority) Westmorland and Furness, w Parku Narodowym Lake District. Leży 30 km na południe od miasta Carlisle i 392 km na północny zachód od Londynu. W 2001 miejscowość liczyła 1326 mieszkańców.